# 洛马佐
洛马佐（義大利語：Lomazzo），是意大利科莫省的一个市镇。总面积9.36平方公里，人口9425人，人口密度1006.9人/平方公里（2009年）。ISTAT代码为013133。